# Heliophila nubigena
Heliophila nubigena är en korsblommig växtart som beskrevs av Rudolf Schlechter. Heliophila nubigena ingår i släktet solvänner, och familjen korsblommiga växter. Inga underarter finns listade i Catalogue of Life.